# Европейски път E10
E10 е европейски път, дълъг около 850 km. Свързва норвежкото рибарско селище О във фюлк Норлан на Лофотенските острови с шведския град Лулео в лен Норботен на брега на Ботническия залив. Норвежката част на трасето също е наричана „пътят на крал Олаф“ (на норвежки: Kong Olav Vs vei).
Трасето е доста скъпо по цялото протежение на маршрута. Лимитите на скоростта на територията на Швеция са 90 или 110 км/ч, ширината на пътя е 7 – 8 метра. В Норвегия пътят е по-криволичещ, отколкото в Швеция, ширината му е 6 – 7,5 m, ограничението по пътя е 80 km/h. Нов път с ширина 7,5 m се изгражда през последните 15 години, но все още има някои по-тесни участъци. Последните 50 km край селището О пътят е широк 6 m, дори обикновено 5 m.
Името Е10 е дадено на пътя през 1992 г. До 1985 г. с Е10 е бил обозначен маршрута Париж-Брюксел-Амстердам-Гронинген. Автомобилен път между Нарвик и Кируна съществува от 1984 година. През 2007 г. след отварянето на Лофаста – новия път между Фискебол и Гулесфьордботн, пътят до Лофотенските острови е намалена с около 30 км, а фериботната линия е затворена. В края на 2007 г. път Е10 има 18 тунели с обща дължина от 20,4 km на територията на Норвегия.